# Maisons (Calvados)
Maisons is een gemeente in het Franse departement Calvados (regio Normandië) en telt 320 inwoners (1999). De plaats maakt deel uit van het arrondissement Bayeux.

## Geografie
De oppervlakte van Maisons bedraagt 6,7 km², de bevolkingsdichtheid is 47,8 inwoners per km².
De onderstaande kaart toont de ligging van Maisons (Calvados) met de belangrijkste infrastructuur en aangrenzende gemeenten.

## Demografie
Onderstaande figuur toont het verloop van het inwonertal (bron: INSEE-tellingen).
Vanwege een beveiligingsprobleem met de MediaWiki Graph-software is het momenteel niet mogelijk deze grafiek weer te geven. Zodra de software is bijgewerkt zal de grafiek vanzelf weer zichtbaar worden.

## Oorsprong van de naam
Maison betekent 'huis'. 'Maisons' is de meervoudsvorm en betekent dus 'Huizen'.
1. ↑  Populations de référence 2022.